# 鈴木正 (陸軍軍人)
鈴木 正（すずき ただし、1892年（明治25年）9月26日 - 1961年（昭和36年）11月13日は、大日本帝国陸軍軍人。最終階級は陸軍少将。

## 経歴
1892年（明治25年）に福井県で生まれた。陸軍士官学校第26期卒業。1939年（昭和14年）に陸軍砲兵大佐に進級し、1941年（昭和16年）6月5日に野戦重砲兵第15連隊長、8月15日に第25砲兵団長と歴任し、1943年（昭和18年）7月26日に第19砲兵団長に就任した。
同年8月2日に陸軍少将に進級し、1944年（昭和19年）に津軽要塞司令官に就任。1945年（昭和20年）4月1日に東部軍砲兵隊長に転じ、6月12日に第2砲兵司令官に就任した。6月23日より兼東部軍管区砲兵隊長となる。
1947年（昭和22年）11月28日、公職追放仮指定を受けた。